# الدوري التشيكي لكرة القدم 2009–10
الدوري التشيكي لكرة القدم 2009-10 (بالتشيكية: Gambrinus liga 2009/10)‏ هو الموسم 17 من  الدوري التشيكي لكرة القدم. أقيم خلال الفترة 24 يوليو 2009 وحتى 15 مايو 2009، وكان عدد الأندية المشاركة فيه  16، وفاز فيه سبارتا براغ.